# TSV Rot-Weiß Zerbst
Der Turn- und Sportverein (TSV) Rot-Weiß Zerbst ist ein deutscher Sportverein mit Sitz in Zerbst, Sachsen-Anhalt. 2016 hatte der Verein etwa 530 Mitglieder, im regelmäßigen Wettkampfmodus befindet sich nur noch der Fußballsport. Daneben wird Freizeitsport betrieben. 

## Porträt

### Entwicklung
Bis 1945 waren der SV Viktoria und der 1. FC 1900 die bekanntesten Sportvereine in Zerbst. Während der SV Viktoria mit seiner Fußballmannschaft in Mitteldeutschland eine erfolgreiche Rolle spielte, wurde der 1. FC mit der untergeordneten Fußballmannschaft durch seinen Speerwerfer Paul Koitzsch bekannt, der mehrfach mitteldeutscher Meister wurde. 1944 bildeten beide Vereine die Kriegsspielgemeinschaft KSG Viktoria/1900 Zerbst und traten kurzzeitig in der Gauliga Mitte an, wo sie bis zum Abbruch der Meisterschaft mit sieben weiteren Mannschaften einige Punktspiele im Bezirk Anhalt absolvierten.
Nach dem Ende des Zweiten Weltkriegs wurden die beiden Sportvereine wie alle Vereine in der Sowjetischen Besatzungszone dauerhaft aufgelöst. Um den Sportbetrieb weiterführen zu können, wurde die Bildung lose organisierter Sportgemeinschaften gestattet. In Zerbst wurde zunächst die SG Turnen und Sport (TuS) gegründet, die die Nachfolge des SV Viktoria und des FC 1900 weiterführte. Aus ihr entstand 1948 die Betriebssportgemeinschaft (BSG) Einheit Zerbst, in der sich die Sportsektionen Fußball, Handball, Faustball, Volleyball, Gymnastik, Kegeln, Leichtathletik, Tischtennis und Turnen entwickelten. 1968 schloss sich die BSG Einheit mit der BSG Empor Zerbst zusammen und bildete mit dieser die BSG Einheit-Empor Zerbst.
Als nach der politischen Wende von 1989/90 bedingt durch die veränderten wirtschaftlichen Verhältnisse das System der Betriebssportgemeinschaften zusammenbrach, nutzten die Mitglieder der BSG Einheit-Empor die neue Möglichkeit der Bildung von eingetragenen Vereinen und wandelten die BSG in den TSV Rot-Weiß Zerbst um. Bis auf Faustball konnten zunächst alle bisherigen Sportarten weitergeführt werden. 1999 spaltete sich die Abteilung Kegeln ab und gründete den neuen Verein Sportkegelverein 1999 Rot-Weiß Zerbst, im Jahr 2000 folgten die Ausgliederungen von Handball (HSV 2000 Zerbst) und Tischtennis (TTC Anhalt Zerbst). 

### Fußball
Zunächst stand der Fußball im Vordergrund. 1948 startete die BSG Einheit in der Bezirksklasse Sachsen-Anhalt, aus der sie 1951 in die drittklassige Landesklasse aufstieg. 1952/53 wurde Einheit Zerbst in die neu eingerichtete ebenfalls drittklassige Bezirksliga Magdeburg eingestuft, aus der die BSG eine Saison später in die Bezirksklasse Magdeburg abstieg. Bis 1974 gab es einen ständigen Wechsel zwischen Bezirksliga und Bezirksklasse. Die Spielzeit 1973/74 beendete die BSG Einheit-Empor Zerbst mit dem Abstieg in die fünftklassige Kreisliga. Die letzte Saison im DDR-Fußballspielbetrieb schloss die BSG Einheit-Empor mit Platz fünf in der Bezirksklasse ab. Auch im DFB-Spielbetrieb kam der TSV Rot-Weiß bisher nicht über das Landesniveau hinaus. Die höchste Liga war 2004/05 die damals sechstklassige Landesliga Sachsen-Anhalt, in der der Verein sich nur eine Saison lang halten konnte. Erst 2016 gelang die Rückkehr aus der Landesklasse in die nun siebtklassige Landesliga. 

### Handball
Am erfolgreichsten entwickelte sich der Frauenhandball. 1962 stiegen die Frauen für eine Saison in die Feldhandball-Oberliga auf, danach spielten sie noch viele Jahre in der zweitklassigen Handball-Liga. 1973 erreichten die Handballfrauen in der Endrunde des FDGB-Handballpokals Platz fünf. 1978 (2. Hauptrunde), 1981 (3.) und 1985 (2.) stand die Frauenmannschaft ebenfalls im DDR-weiten Handballpokal-Wettbewerb. 